# Marilyn

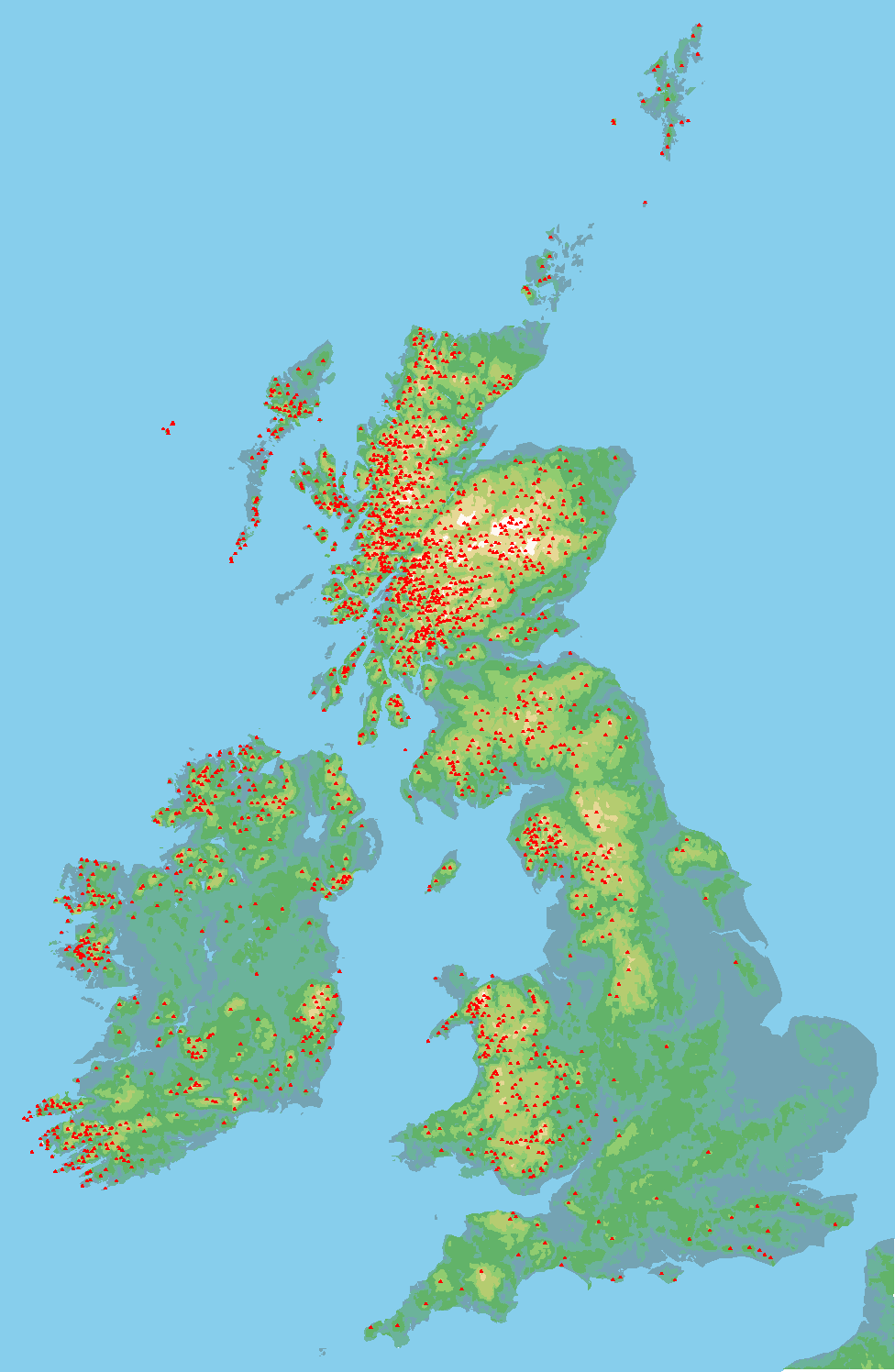
Kaart met alle marilyns op de Britse Eilanden

Een marilyn is de benaming voor een heuvel in Groot-Brittannië, Ierland en de omliggende eilanden met een relatieve hoogte van ten minste 150 meter. De naam vormt samen met munro, de benaming voor een berg met hoogte van meer dan 914,4 meter (3000 ft), een homofoon op Marilyn Monroe.
In totaal zijn er 2010 marilyns waarvan 1215 in Schotland, 178 in Engeland, 157 in Wales, 5 op het eiland Man, 66 in Noord-Ierland en 389 in Ierland.
De lijst van marilyns is door Alan Dawson samengesteld in zijn boek The Relative Hills of Britain en is uitgebreid naar Ierland door Clem Clements in zijn boek The Hewitts and Marilyns of Ireland.
Veel van de hoogste bergen op de Britse Eilanden zoals Ben Nevis, Carrantuohill, Scafell Pike en Snowdon zijn marilyns. Maar sommige van de hoogste bergtoppen ook niet, waaronder enkele munro's, door hun te geringe relatieve hoogte bijvoorbeeld Bowfell, de Langdale Pikes en Carnedd Dafydd.
In Schotland wordt de lijst van marilyns overschaduwd door andere lijsten van bergen die hoofdzakelijk zijn samengesteld op basis van de absolute hoogte zoals munro's, corbetts, grahams en donalds. Al de corbetts en grahams zijn marilyns net zoals ongeveer twee derde van de munro's en de helft van de donalds.